# Arnau de Foixà i d'Orriols
Arnau de Foixà i d'Orriols, fill de Bernat Alemany de Foixà i de Porqueres i germà d'Alemany de Foixà i d'Orriols.
Va ser uixer d'armes del rei, és a dir, estava encarregat de la custòdia del rei Martí l'Humà i tenia l'obligació de jeure davant la cambra reial. El rei, com ell, estigué immergit en les turbulències de l'època. Ambdós feren trets de pau i treva, i Arnau, l'any 1405, arribà a un procés de composició. Mort vers el 1432.
El succeeix el seu fill Bernat Guillem de Foixà i de Boixadors.